# GRANDFATHERS
GRANDFATHERS（グランドファーザーズ）は、日本のロックバンド。表記にはGrandfathersやgrandfathersなどもある。「GF's」「グラファン」と略されることも。

## 来歴
京都産業大学にてバンド活動を行っていた西村哲也、大田譲が上京、津山浩三、青山陽一と出会い、1985年結成。

同年3月、当時青山が在籍していた音楽専門学校の定期演奏会に出演することになり、バンド名が必要になったためその場で青山が命名。名前の由来は、青山以外のメンバーが年上だったから。

1986年、鈴木慶一、高橋幸宏によるTENTレーベル主催の「究極のバンドオーディション」に出場（西村がムーンライダーズのファンだったため）。

1987年、サクラレコードのオムニバスアルバム「Blue Turns to Grey」に参加。

1988年、ナゴムレコードよりシングル「流れ星老人」を発売。オムニバスアルバム「おまつり」にも参加する。

1989年、鈴木慶一・博文兄弟のプロデュースによりメトロトロン・レコードよりアルバムを発表する。

やはりメトロトロンよりアルバムをリリースしていたカーネーションと並んで、ムーンライダーズの弟バンドと称された。

1992年に音楽性の違いなどから「大往生」と称して活動停止。青山、西村はソロ活動、大田は折しもベーシストが脱退したばかりだったカーネーションに加入。

その後、断続的に再結成されていたが、2012年10月17日、実に21年ぶりに通算3枚目となるオリジナルアルバムをP-VINEより発売した。翌2013年、鳥取、京都、名古屋、東京で発売記念ライブツアーを行った。

## メンバー
- 青山 陽一（あおやま よういち）：ボーカル、ギター
- 西村 哲也（にしむら てつや）：ギター、ボーカル
- 大田 譲（おおた ゆずる）：ベース、ボーカル（現 カーネーション）

### 脱退したメンバー
- 鈴木 秀明（すずき ひであき）：ドラム 1986年加入、1990年脱退。「GRANDFATHERS」のジャケットデザインを手がける。
- 津山 浩三（つやま こうぞう）：ドラム 1986年脱退
- 梶原 茂美（かじはら しげみ）：ドラム 1990年加入、間もなく脱退

### サポートメンバー
- 三原 重夫（みはら しげお）：ドラム（元 ローザ・ルクセンブルグ THE ROOSTERS ザ・スターリン ）
- 棚谷 祐一（たなや ゆういち）：キーボード、元カーネーション。
- 夏秋 文尚（なつあき ふみひさ）：ドラム。

## 作品

### シングル
- 1988年　『流れ星老人』

### アルバム
- 1989年　『Western Charnande』

　Charnande（ちゃーなんで）とは鳥取弁で「なんちゃって」の意。2013年2月6日に未発表音源、ライブDVDつきデラックスエディションがP-VINEから発売された。
- 1991年　『BBB』

　ジャケットの消しゴム版画はナンシー関による。2013年2月6日に未発表音源、ライブDVDつきデラックスエディションがP-VINEから発売された。
- 1999年　『Golden Harvest: grandfathers』

　青山陽一のメトロトロン時代のベストアルバムと同時に発売されたベストアルバム。
- 2012年　『GRANDFATHERS』

　夏秋文尚、棚谷祐一などかつてのサポートメンバーが集結した。エンジニアは鳥羽修。

### 参加
- 1987年 オムニバス『Blue Turns To Grey』（サクラレコード）
- 1988年 オムニバス 『おまつり』（ナゴムレコード）